# 云南省大理第一中学
25°41′49″N 100°09′40″E / 25.6970°N 100.1610°E
云南省大理第一中学（简称大理一中）位于中华人民共和国云南省大理白族自治州大理市，是云南省一级一等普通高级中学。前身是1877年建立的西云书院。校园位于大理古城内。

## 沿革
1877年10月15日（清朝光绪三年），二等男爵、云南提督军门杨玉科（大理人）捐献房产，建立西云书院，为当时滇西规模最大的书院。1902年，书院改为迤西高等学堂，创办新学。1906年改为大理师范传习所。1908年，改名大理初级师范学堂。1910年，改名云南省第二模范中学堂。1912年，改名云南省立第二中学，仍办有师范班。1917年改名云南省立第二师范学校。1932年2月，改名云南省立大理中学，在高中部设有师范科。1950年，人民政府将古城内的国立大理师范、省立大理女中、县立大理中学、私立大理中正中学并入并入省立大理中学，并更名为大理人民中学，分为中学部和师范部。1953年，师范部分出成立大理师范学校，中学部则改名云南省大理第一中学。
1953年，被省政府认定为云南省第一批重点中学，1993年7月，被认定为首批云南省一级三等完全中学；2000年4月，晋升云南省一级二等完全中学；2011年1月，晋升云南省一级一等高级中学。

## 文化[8][9]
- 校训：读书养气，敬业乐群
- 校风：勤奋自强，和谐进取
- 教风：崇德博学，诲人不倦
- 学风：乐学善思，锲而不舍
- 办学理念：学生成才，教师成功，学校发展，人民满意

## 校园景观
大理一中校园建筑为白族建筑风格，被称为“园林学校”。
校园内的西云书院旧址，1985年9月被列为大理市第一批文物保护单位，1988年5月又被列为大理州第一批文物保护单位。
校园内还有南花厅（又称湛园），清朝诗人宋湘手书的种松碑，记载校史的西云书院碑，清政府连续三次褒奖杨玉科的御碑，以及罗汉松等。

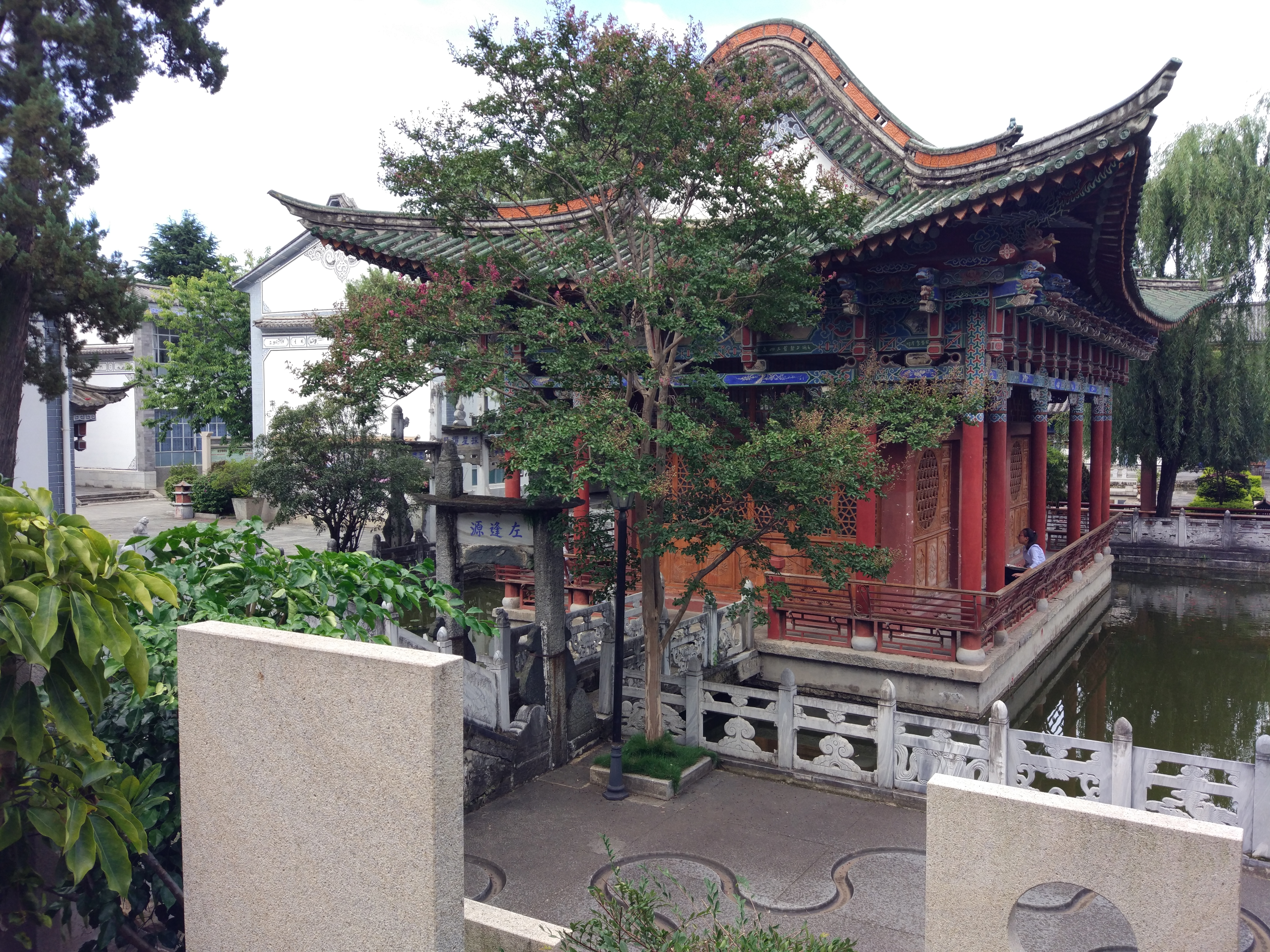
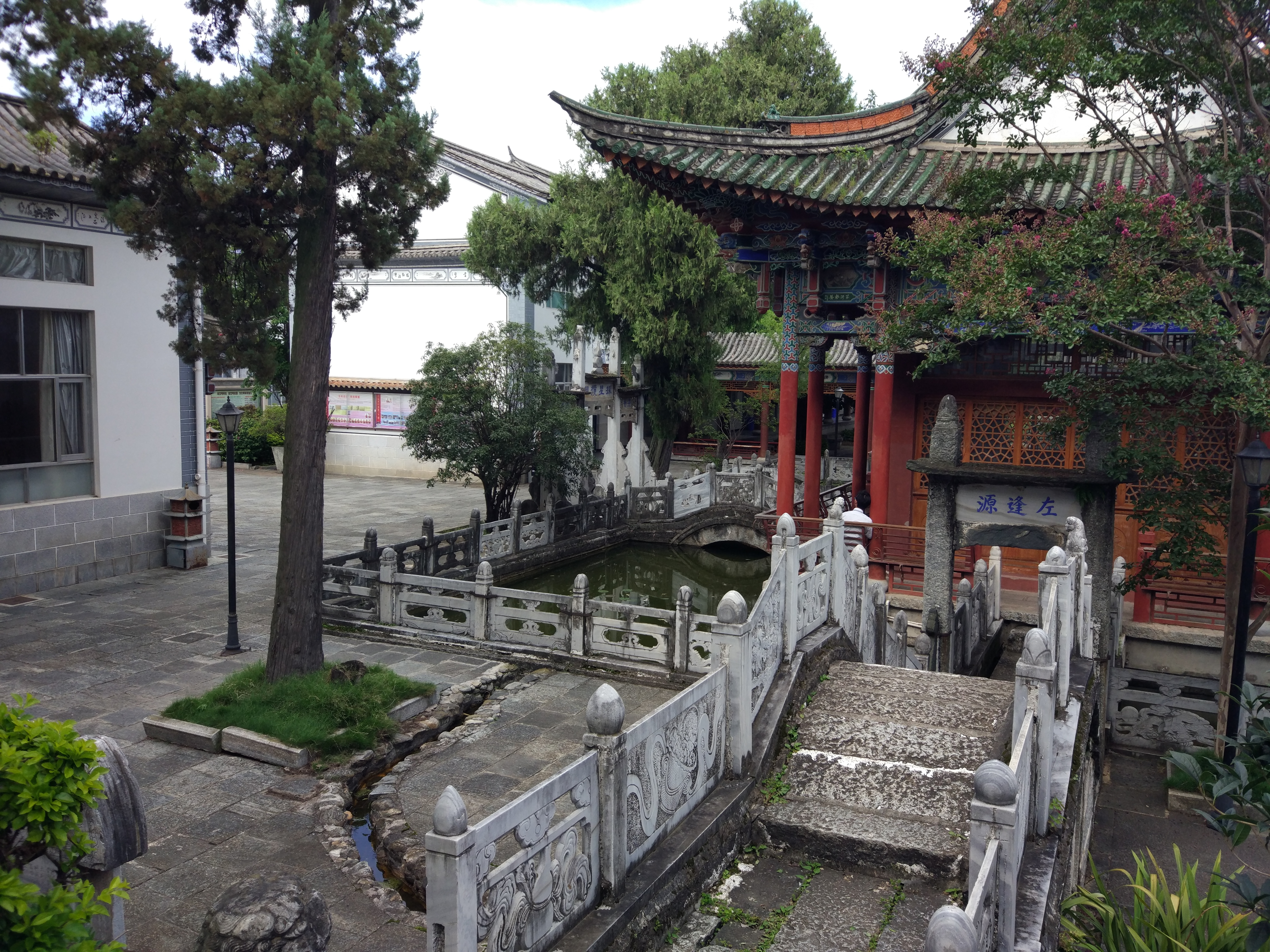
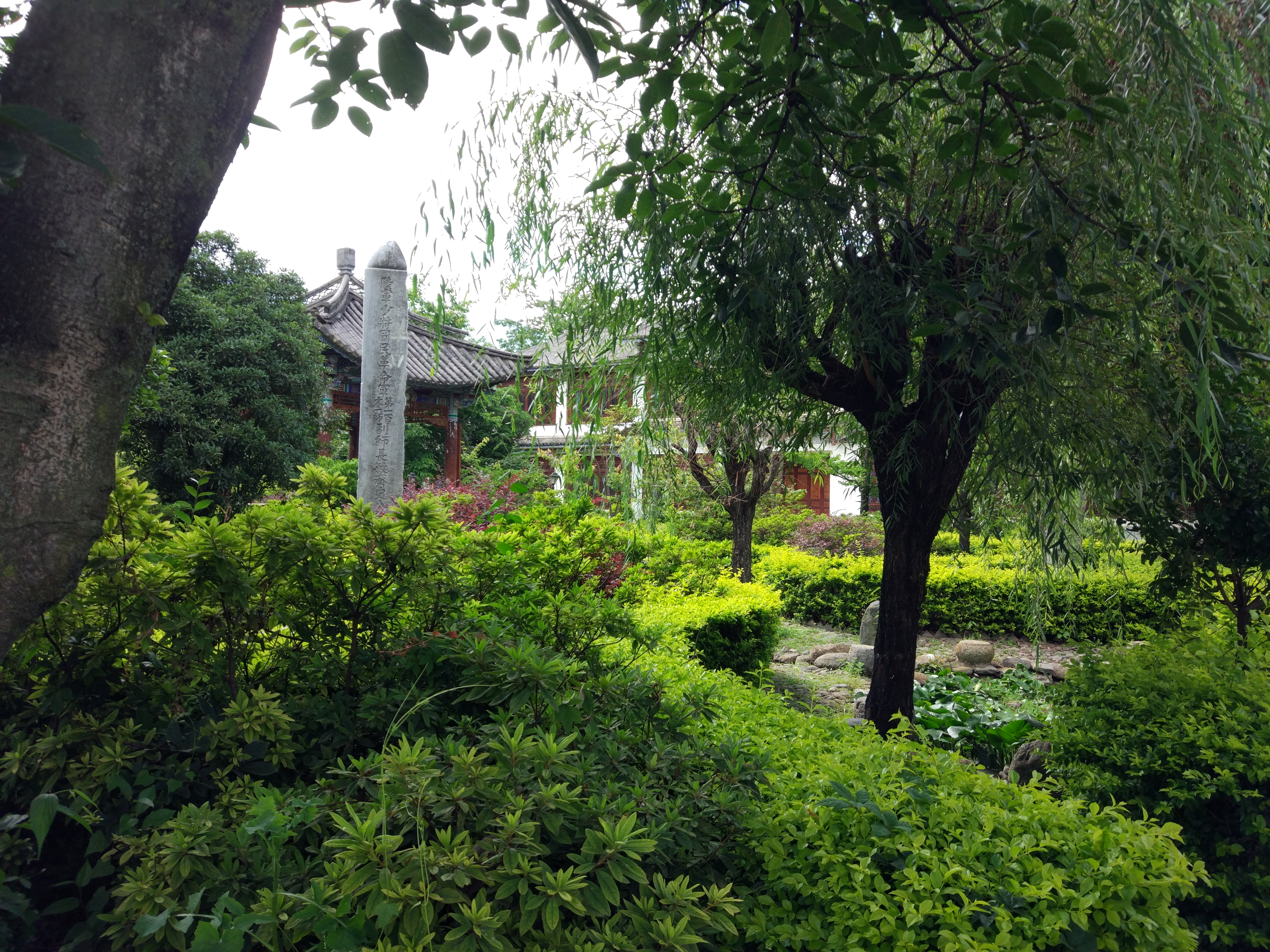
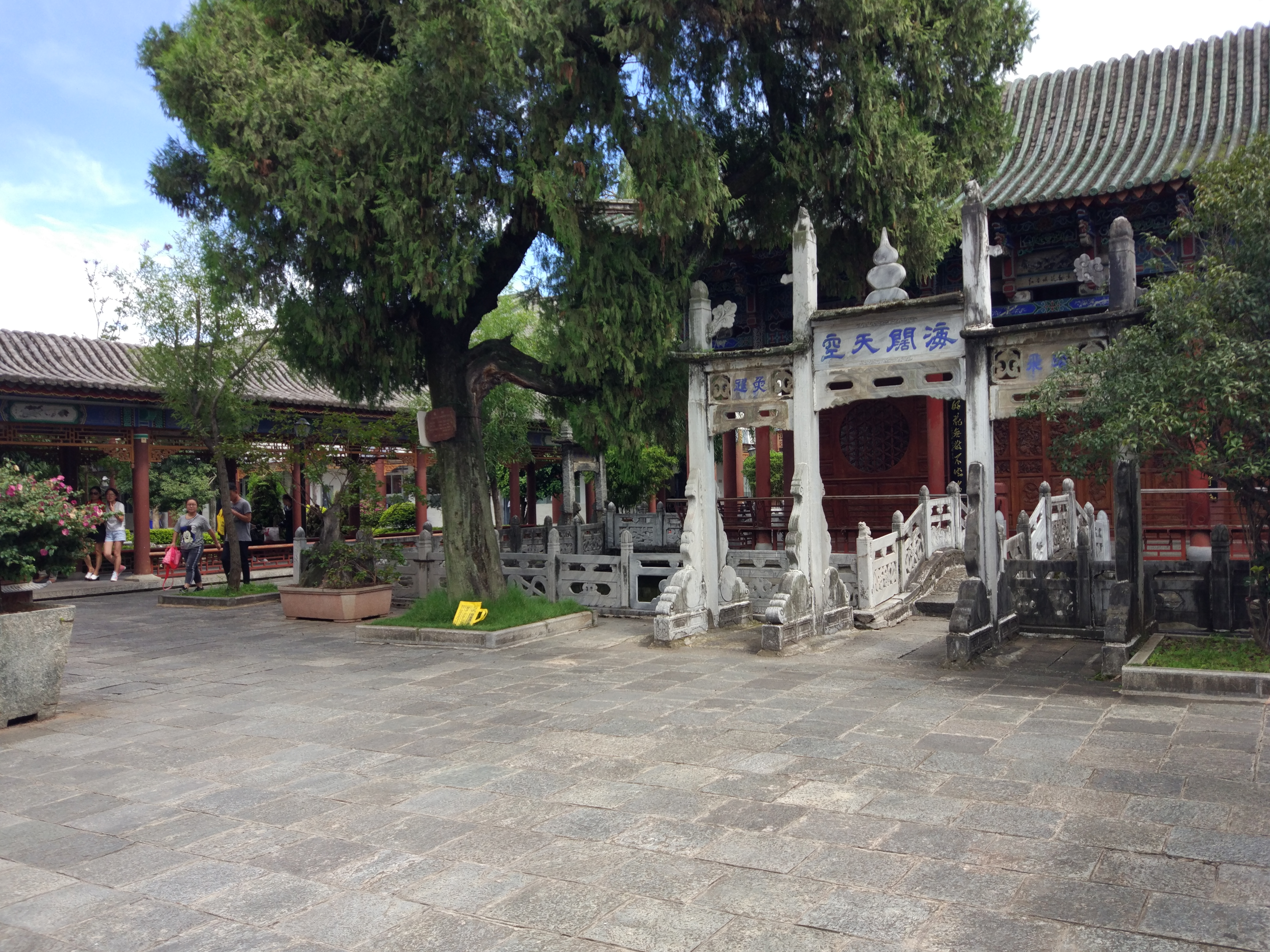

## 历任领导[11]

### 历任校长
| 姓名   | 任期                  | 备注          |
| ------ | --------------------- | ------------- |
| 彭国涛 | 1949年12月－1951年8月 |               |
| 刘钦   | 1951年9月－1958年8月  |               |
| 刘汝达 | 1958年9月－1984年3月  |               |
| 宋大荣 | 1984年4月－1990年9月  |               |
| 杨一非 | 1990年10月－2005年7月 |               |
| 洪云龙 | 2005年8月－2008年3月  |               |
| 刘式良 | 2008年4月－2014年12月 | [ 12 ] [ 13 ] |
| 杨金华 | 2014年12月－2019年    |               |
| 李瑞   | 2019年6月至今         | [ 14 ]        |

### 历任书记
| 姓名   | 任期                 | 备注   |
| ------ | -------------------- | ------ |
| 刘钦   | 1951年9月－1956年8月 |        |
| 刘汝达 | 1956年9月－1958年8月 |        |
| 张宗荣 | 1958年9月－1962年8月 |        |
| 刘汝达 | 1962年9月－1982年8月 |        |
| 周逢泽 | 1982年9月－1984年3月 |        |
| 张光远 | 1984年4月－1993年2月 |        |
| 杨一非 | 1993年3月－？        |        |
| ……     |                      |        |
| 熊春明 | 2013年8月－2017年    | 副书记 |
| 赵新   | 2017年11月至今       |        |

## 校友[7]
- 杨杰（1889－1949）：著名将领、军事家
- 周钟岳（1876－1955）：1900年西云书院毕业，民主革命家，政治家，书法家，诗人
- 张海秋（1891－1972）：教育家
- 张伯简（1898－1926）：1917年省立第二中学毕业，革命家，1922年加入中国共产党
- 李家瑞（1895－1975）：云南著名民俗学家、考古学家
- 寸树声（1896－1978）：教育家，经济学家
- 王复生（1896－1936）：1916年省立第二中学毕业，中共陕北党组织创建人之一，革命烈士，1921年加入中国共产党
- 王德三（1898－1930）：中共地下组织首任省委书记，革命烈士，1922年加入中国共产党
- 周保中（1902－1964）：抗日民族英雄、“白子将军”
- 施介（1909－1947）：东北、蒙古地区中国共产党党员，被誉为“苍洱英杰 ”
- 马曜（1911－2006）：史学家
- 刘尧汉（1922－2012）：医学专家
- 杨贵昌（1926－）：哲学家
- 张文勋（1926－）：文学家
- 刘尧汉（1922－2012）：史学家
- 冯耀宗（1932－）：生态学家
- 陈景（1935－）：中国工程院院士
- 李树楠（1936－2018）：医学专家
- 林之音：音乐家
- 吴天祜：医学专家